# Västra Sicklingen
Västra Sicklingen är en sjö i Härjedalens kommun i Härjedalen och ingår i Ljusnans huvudavrinningsområde. Sjön har en area på 0,313 kvadratkilometer och ligger 756,5 meter över havet. Sjön avvattnas av vattendraget Skomstjärnån.

## Delavrinningsområde
Västra Sicklingen ingår i det delavrinningsområde (691243-134104) som SMHI kallar för Utloppet av Västra Sicklingen. Medelhöjden är 785 meter över havet och ytan är 2,08 kvadratkilometer. Räknas de 2 avrinningsområdena uppströms in blir den ackumulerade arean 6,46 kvadratkilometer. Skomstjärnån som avvattnar avrinningsområdet har biflödesordning 3, vilket innebär att vattnet flödar genom totalt 3 vattendrag innan det når havet efter 397 kilometer. Avrinningsområdet består mestadels av skog (73 procent) och öppen mark (12 procent). Avrinningsområdet har 0,31 kvadratkilometer vattenytor vilket ger det en sjöprocent på 14,9 procent.